# تعیین جنسیت درون‌تخمی

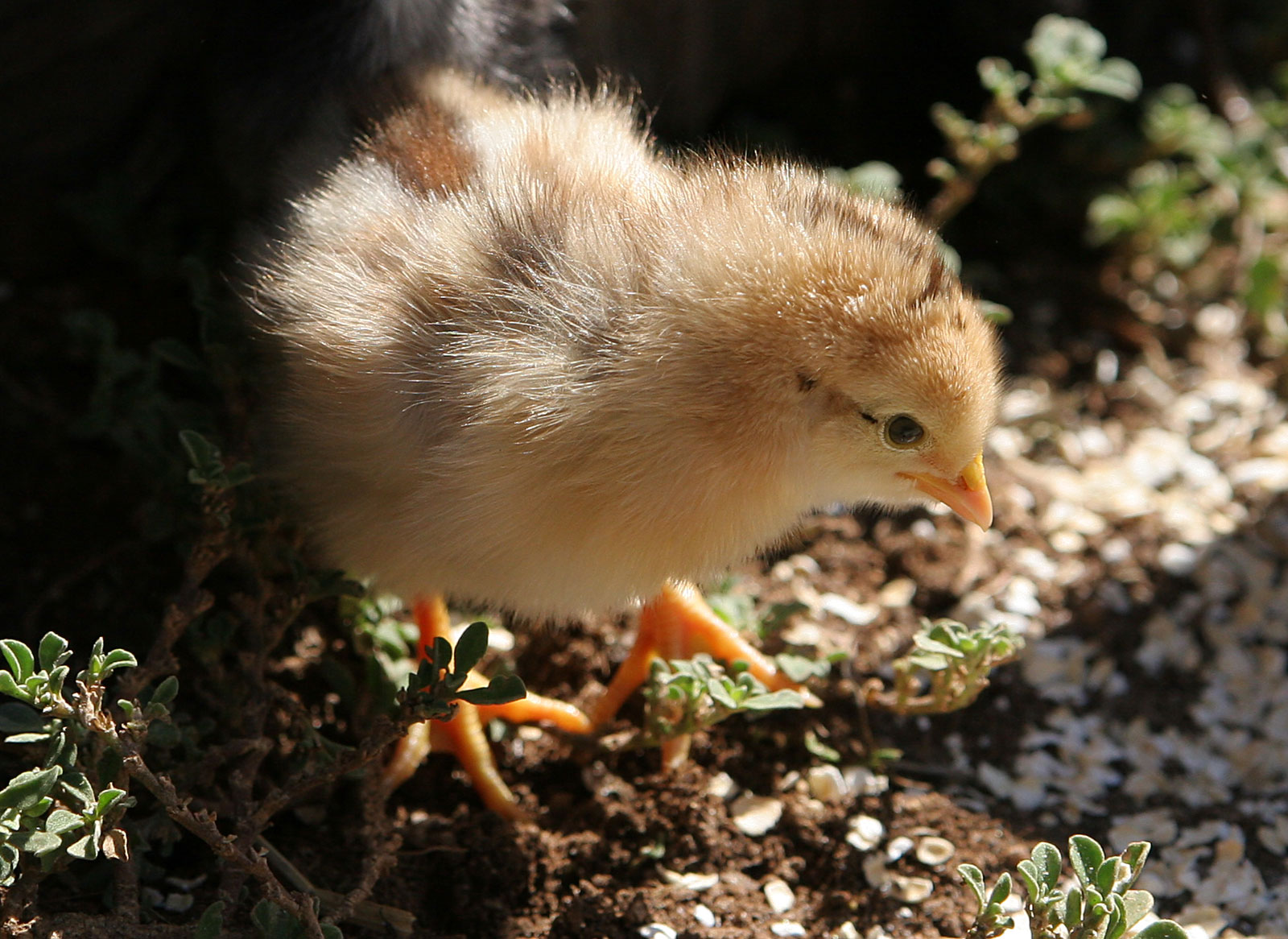
جوجه

در مرغداری، تعیین جنسیت درون‌تخمی (به انگلیسی: In-ovo sexing) روشی برای تعیین جنسیت جوجه است که در زمانی که جوجه‌ها هنوز درون تخم‌مرغ هستند انجام می‌شود (لاتین به معنای "درون تخم " است). روش‌های مختلفی برای تعیین جنسیت جوجه در دوره جوجه‌کشی ۲۱ روزه پیش از خروج از تخم (تولد با بیرون آمدن از پوسته تخم‌مرغ) وجود دارد.